# Staurastrum cyrtocerum
Staurastrum cyrtocerum là một loài Song tinh tảo trong họ Desmidiaceae, thuộc chi Staurastrum.